# IPad mini 2
iPad mini 2 é a segunda geração da série de tablets iPad mini produzida e comercializada pela Apple Inc. Possuiu o mesmo design do iPad mini de primeira geração, porém com novos recursos como a adoção do processador Apple A7 e a tela Retina Display. Internamente, o iPad mini 2 possui o mesmo hardware que a sua versão maior, o iPad Air.